# Franc Bogovic

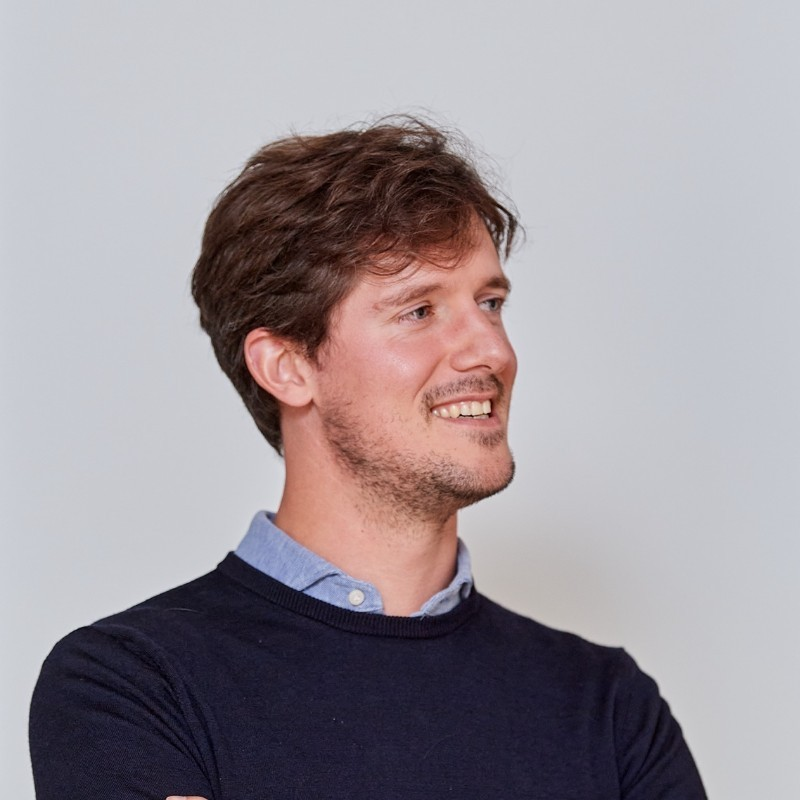
Franc Bogovic

Franc Bogovic (Genk, 5 januari 1987) is een Belgisch ondernemer, voormalig politicus voor Open Vld en Vlaams Parlementslid, en de huidige COO & vice-CEO van finance&invest.brussels.

## Biografie
Bogovic groeide op in Maasmechelen en heeft Joegoslavische roots, zijn grootvader was in de jaren 1950 met zijn gezin gevlucht voor het communistische regime. Hij volgde de richting wiskunde-wetenschappen aan de Stedelijke Humaniora Dilsen-Stokkem. Hij engageerde hij zich in het lokale leerlingenparlement en de Vlaamse Scholierenkoepel en startte een mini-onderneming.
Hij ging studeren aan de Solvay Brussels School of Economics and Management en behaalde een bachelor Handelsingenieur aan de Vrije Universiteit Brussel (met een Erasmus-semester aan de HEC Lausanne) en een master Ingenieur de Gestion aan de Université libre de Bruxelles (met een Erasmus-semester aan de Ludwig Maximilians-Universiteit in München). Als student was hij nationaal voorzitter van het Liberaal Vlaams Studentenverbond en ondervoorzitter van de Brusselse afdeling van het LVSV. Daarna was hij kernlid en politiek secretaris van Jong VLD en voorzitter van de Brusselse Jong VLD afdeling.
Hij startte zijn carrière in de durfkapitaalsector, verhuisde in 2012 naar Vietnam en ging er in Hanoi ondernemen in de automobielsector. Daarna vervoegde hij het bedrijf Nova Reperta maar bleef ook actief als ondernemer en mentor in diverse start-ups. Zo startte hij in 2014 Urban Crops, indertijd een voorloper in de sector van verticale landbouw.
Eind september 2018 werd hij voor Open Vld lid van het Vlaams Parlement in opvolging van Ann Brusseel. Hij bleef dit tot aan de verkiezingen van 26 mei 2019, toen hij als eerste opvolger op de lijst stond. 
Namens Open Vld zetelt Bogovic in de universiteitsraad en het audit comité van de Vrije Universiteit Brussel en in de raden van bestuur van de Haven van Brussel en het Flageygebouw. Daarnaast is hij bestuurder bij de Brussels Vlaamse club De Warande, Caring Hat Fund een vzw opgericht door de Brusselse hoedenmaakster Fabienne Delvigne. 
In april 2020 werd Bogovic aangesteld tot COO en vice-CEO van finance&invest.brussels. Met CEO Pierre Hermant transformeerde hij deze publiek-private investeringsmaatschappij van het Brussels Hoofdstedelijk Gewest tot een efficient bedrijf. Finance&invest.brussels NV investeerde in 2021 meer dan 100 miljoen euro in de Brusselse economie, lanceerde een achtergestelde schuld fonds genaamd boosting.brussels en herlanceerde hun seed filiaal Brustart NV. Daarnaast wist het duo op relatief korte tijd exits te realiseren zoals bijvoorbeeld bij de verkoop van de Brustart participatie in Greenomy.
In januari 2023 vatte hij verdere studies aan aan de universiteit van Oxford en meer bepaald een Executive MBA aan de Saïd Business School. Hij is tevens lid van Worcester College.
Hij is getrouwd en heeft 2 kinderen.